# Ким Ил Сунг
Ким Ил Сунг (кореј. 김일성; Пјонгјанг, 15. април 1912 — Пјонгјанг, 8. јул 1994) био је лидер Демократске Народне Републике Кореје, тј. Северне Кореје, од њеног настанка 1948. па све до његове смрти 1994. године.
Од 1948. до 1972. био је премијер, а од 1972. до смрти председник Демократске Народне Републике Кореје. Његова фактичка власт произлазила је из функције председника/генералног секретара Радничке партије Кореје. До 1991. године био је и Врховни командант Корејске народне армије, када је ту дужност препустио сину Ким Џонг Илу. Северна Кореја га спомиње под титулом „велики вођа“ а након смрти у устав је уписан као „вечни вођа“. Дани његовог рођења и смрти су нерадни дани у Северној Кореји. На власти га је након смрти наследио син Ким Џонг Ил, што је био преседан у наслеђивању власти у социјалистичким земљама. Постхумно је проглашен Вечним председником ДНР Кореје.

## Детињство
Рођен је у селу Мангјонгдае 15. априла 1912. године, са именом Ким Џонг Су. Мангјонгдае се налази на ободу планинских венаца у близини Пјонгјанга. Дан рођења Кима се у ДНР Кореји обележава као Дан сунца. Подаци о његовом детињству су веома оскудни. Касније је тврдио да је живео у веома сиромашној породици која је припадала хришћанској верској групи презвитеријанаца. Према званичним подацима његова породица је учествовала у активностима против Јапанске окупације већ од почетка 1910. године. Ове активности су биле усмерене против Јапанске репресије током које је око 52.000 Корејаца ухапшено само у 1912. години. С обзиром на врло јаку контролу информација од каснијих власти Северне Кореје, није потпуно јасно учешће Кимове фамилије у овим активностима. Извесно је да у њима предњачила Кимова мајка Канг Бан Сук. Као и многе фамилије и Кимова је избегла у Манџурију 1920. године због Јапанске репресије.

## Младост
Још у младости показивао је изузетне способности у организовању пре свега милитантних група, као и наклоност комунизму као идеологији. Дана 17. октобра 1926. године основао је Савез за уништење империјализма, 28. августа наредне године формирао је Савез комунистичке омладине Кореје. У јула 1930. формирао је Корејску револуционарну армију — прву оружану организацију корејских комуниста. С обзиром да Комунистичка партија Кореје била искључена из Коминтерне због националистичког става, Ким се 1931. прикључио Кинеској комунистичкој партији. Ким је био врло активан у организацији борбе против Јапанских окупатора и највише је деловао у герилском јединицама на подручју северне Кине. Дана 25. априла 1932. године организовао је Корејску народно-револуционарну армију и постао њен командант. Око 1935. године Ким је променио име у Ким Ил Сунг, што би у слободном преводу значило „постати сунце“. Тих година био је командант герилске шесте дивизије познате као „дивизија Ким Ил Сунга“, коју је чинило неколико стотина бораца. С обзиром на нагло јачање војног положаја Јапана, Ким је био принуђен да 1940. године побегне у СССР. Тамо је био смештен у кампу са већином комунистичких Корејаца, а убрзо је постао мајор у Црвеној армији.

## Владавина
Како се рат приближавао крају и када је била извесна победа савезника дошло је до питања уређења Корејског полуострва. Стаљин је тражио савет од Лаврентиј Берија ко би могао да буде вођа Кореје. После неколико сусрета са Кимом, он је њега преложио Стаљину. Ким се вратио у Кореју 22. августа 1945. године после 8 година проведених у егзилу. Дана 10. октобра 1945. формирао је Централни организациони комитет Комунистичке партије Северне Кореје, после чега је уследило формирање других масовних организација на северу Кореје. Дана 28. августа 1946. године објединио је Комунистичку партију Северне Кореје и Нову демократску партију Кореје образујући Радничку партију Кореје. Био је генерални секретар Радничке партије Кореје од 1945. до 1966. године када постаје председник исте.

### Премијер
Под великим тензијама се налазило цело полуострво у послератним годинама. УН су покушавале да спроведу изборе на територији читаве Кореје. Међутим, под утицајем СССР северни део је брзо формирао засебну државу. Одмах након формирања Демократске Народне Републике Кореје, 9. септембра 1948. године, постао је први председник владе ДНР Кореје. Убрзо га због граничног инцидента очекује веома турбулентан Корејски рат. Уз велику помоћ Кине у људству и Совјетског Савеза у оружју, Северна Кореја је успела да се врати на пређашње границе на 38 паралели. Корејски рат је однео велики број жртава на обе стране. Процењује се да је погинуло преко 1,2 милина људи.
У фебруару 1953. године Киму је додељено звање маршала. Тих година у СССР се дешавају одређене промене, пре свега због смрти Стаљина којег је Ким изразито ценио. Самим тим Ким Ил Сунг, се нашао у проблему као изразити комуниста. Ови односи су се знатно закомпликовали кад је СССР водио Брежњев. Ипак односи са Совјетским Савезом су били веома битан фактор за развој Северне Кореје. У тим годинама Ким је успеао да одржи стабилан раст домаће индустрије, а самим тим економије. Паралелно са јачањем земље јачао је и култ личности те је постао незаменљив као врховни вођа Северне Кореје.

### Председник
После усвајања новог Устава ДНР Кореје Ким Ил Сунг постаје председник Северне Кореје. Убрзо развија нове односе са комунистичким предводницима у другим земљама. Пре свега са Ерихом Хонекером и Источном Немачком и Николајем Чаушескуом и Румунијом. Чаушеску је нарочито био опчињен Кимовим начином владавине. Ким је у два наврата посећивао тадашњу СФРЈ, a од тога једном је дошао да би присуствовао Титовој сахрани. 1980. године је прогласио свог сина Ким Џонг Ила за наследника, након његовог повлачења са председничке функције. Априла 1992. године добио је титулу генералисимуса ДНР Кореје. С обзиром на слабљење Варшавског пакта и комунистичких земаља уопште, Ким је добија све мање помоћи од „црвеног“ блока. Северна Кореја је почетком 90-их ушла у велики проблем и несташицу основних животних намирница. Претпоставља се да је почетком деведесетих у Северној Кореји од глади умрло неколико стотина хиљада људи. Почетком 1994. године због несташице електричне струје наредио је истраживање у нуклеарној енергији. Упркос негодовању светских сила истраживања су настављена све до јула, када је амерички председник Џими Картер дошао до договора са Кимом око заустављања истраживања. Чинило се тада да је Ким на путу да земљу поново отвори ка западу.
8.јула 1994. године Ким Ил Сунг је изненада умро од срчаног удара. Одмах након срчаног удара његов син Ким Џонг Ил је наредио да сви доктори који су били уз Ким Ил Сунга одмах напусте просторију, а да најбољи доктори у Пјонгјангу одмах дођу. Ипак, и они су по доласку могли да констатују смрт. Његово тело је било јавно изложено и на стотине хиљада људи је долазило у маузолеј. Након смрти је добио титулу „вечитог вође“.

## Остало
Женио се два пута. Прва жена била му је Ким Џонг Сук, а друга Ким Сонг Ае. Са првом женом је имао два сина и једну ћерку. Најстарији син Ким Џонг Ил га је наследио након смрти, а други син Ким Ман Ил се удавио 1947. године заједно са својом женом. Са другом женом се оженио 1953. године и верује се да има још троје деце са њом.
Носилац је великог броја севернокорејских и страних одликовања, признања и звања. Троструки је херој ДНР Кореје и Херој рада ДНР Кореје. Аутор је великог броја дела штампаних на великом броју језика. Његова сабрана дела штампана су у око 40 томова. Његови мемоари „У корак са веком“ штампани су и код нас. С обзиром да изразит култ личности који је оставио за собом, у Северној Кореји постоји преко 500 његових биста и споменика. Један од највећих бронзаних споменика не само у Кореји него и читавом свету посвећен је њему и налази се у Пјонгјангу. Касније је поред његове додата и биста његовог сина. Такође остало је небројано много портрета, на којима је величана његова слава. Са народом је приказиван у срдачној атмосфери идеалишући читаву државу.
Верује се да је преко милион људи убијено током његове владавине у концентрационим логорима.